# Coneta
Coneta es una localidad del Departamento Capayán, en la provincia argentina de Catamarca.

## Ubicación
Se encuentra a 15 km al sur de la ciudad de San Fernando del Valle de Catamarca, accediéndose por la Ruta Nacional 38 para luego tomar la ruta provincial 5 hasta la localidad.

## Población
Cuenta con 653 habitantes (Indec, 2010), lo que representa un incremento del 6 % frente a los 617 habitantes (Indec, 2001) del censo anterior.
| Gráfica de evolución demográfica de Coneta entre 1991 y 2010 |
|                                                              |
| Fuente: Censos nacionales del INDEC                          |

## Sismicidad
La sismicidad de la región de Catamarca es frecuente y de intensidad baja, y un silencio sísmico de terremotos medios a graves cada 30 años en áreas aleatorias. Sus últimas expresiones se produjeron:
- 21 de octubre de 1966 (58 años), a las 12.39 UTC-3 con 5,0 Richter; como en toda localidad sísmica, aún con un silencio sísmico corto, se olvida la historia de otros movimientos sísmicos regionales
- 3 de noviembre de 1973 (51 años), a las 14.17 UTC-3 con 5,8 Richter: además de la gravedad física del fenómeno se unió el olvido de la población a estos eventos recurrentes
- 7 de septiembre de 2004 (20 años), a las 8.53 UTC-3, con una magnitud aproximadamente de 6,5 en la escala de Richter (terremoto de Catamarca de 2004)[1]